# Plantas invasoras en Cuba
Planta invasora (o especie invasora vegetal) es la que se propaga naturalmente (sin asistencia humana) produciendo cambios importantes en la composición, la estructura o los procesos de los ecosistemas naturales o seminaturales, poniendo en peligro la diversidad biológica nativa (en especies, poblaciones y/o ecosistemas). Las plantas invasoras pueden ser autóctonas (nativas) o alóctonas (introducidas). A veces un proceso de sucesión natural de vegetaciones puede hacer que una especie autóctona aparente comportarse como invasora. Solo en ecosistemas desequilibrados por el hombre las especies autóctonas llegan a comportarse como invasoras. Las especies invasoras alóctonas son mucho más peligrosas por su capacidad para afectar los ecosistemas naturales o seminaturales, especialmente cuando no tienen enemigos naturales que controlen su crecimiento poblacional.

## Ejemplos de plantas consideradas invasoras en Cuba
1. Albizia lebbeck (L.) Benth. (Mimosaceae) =Algarrobo de olor[1]
2. Bambusa vulgaris Schrad. (Poaceae) = Caña brava,  Cañambú[2]
3. Bidens pilosa L. (Asteraceae) = Romerillo[2]
4. Castilla elastica Cerv. (Moráceae) = Caucho[1]
5. Casuarina equisetifolia Lin. (Casuarinaceae) = Pino casuarina[1][2]
6. Citharexylum ellipticum Sesse & Moc. (Verbenaceae) = Anacahuita[1]
7. Costus spiralis (Jacq.) Rose (Zingiberaceae) = Cañuela, Caña mexicana[1]
8. Dichrostachys cinerea (L.) W. & An. (Mimosaceae) = Marabú, Aroma[1][2]
9. Dombeya wallickii Benth & Hook (Sterculiaceae) = Dombeya[1]
10. Eichhornia azurea (Sw.) Kuntze. (Potederiaceae) = Jacinto de agua[2]
11. Eucaliptus spp. (Mirtaceae) = Eucaliptos[2]
12. Gynerium saccharoides Humb. & Bompl. (Poaceae) = Güin[2]
13. Hyparhenia rufa (Kenth.) Anders (Poaceae) = Jaragua[1][2]
14. Julocroton argenteus.[1]
15. Lemma perpusilla Torr. (Lemmaceae) = Lenteja de agua[2]
16. Leucaena leucocephala (Lam.) de Wit (Mimosaceae) = Aroma blanca, Ipil-ipil[1][2]
17. Melaleuca leucadendron Lin. (Mirtaceae) = Cayeput[2]
18. Mimosa pigra L. (Mimosaceae) = Sensitiva mimosa, Weyler[2]
19. Panicum maximum Jacq. (Poaceae) = Yerba de Guinea[1][2]
20. Pennisetum spp. (Poaceae) = Yerba de elefante[1]
21. Piper auritum H.B.K. (Piperaceae) = Caisimón de anís[1]
22. Pteris aquilina Lin.(Pteridophyta) = Helecho hembra[2]
23. Sansevieria guineensis (Jacq.) Will. (Liliaceae) = Lengua de vaca[1]
24. Sorghum halepense (L.) Pers. (Poaceae) = Yerba de Don Carlos[1][2]
25. Spathodea campanulata  Beauv. (Bignoniaceae) = Tulipán africano, Espatodea[1]
26. Syngonium auritum (L.) Schott.(Araceae) = Malanga trepadora[1]
27. Syzygium jambos (L.) Alston (Mirtaceae) = Pomarrosa[2]
28. Tecoma stans Juss. (Bignoniaceae) = Sauco amarillo[1]
29. Tectona grandis L.f. (Verbenaceae) = Teca[1]
30. Terminalia catappa L. (Combretaceae) = Almendro de la India[1]

El Centro Nacional de Biodiversidad (CeNBio)  de Cuba ha compilado listas de especies de origen autóctono (nativo) cuyo número de individuos y poblaciones crece ante el impacto natural ; de especies de origen alóctono (exótico, extranjero) introducida con o sin intención por el hombre, que generalmente solo puede vivir en formaciones vegetales secundarias, casi siempre en espacios abiertos por la acción antrópica  y de especies sinantropas de origen desconocido, cuyo número de individuos y poblaciones crece ante el impacto natural o la acción antrópica 